# Annopol (gmina)

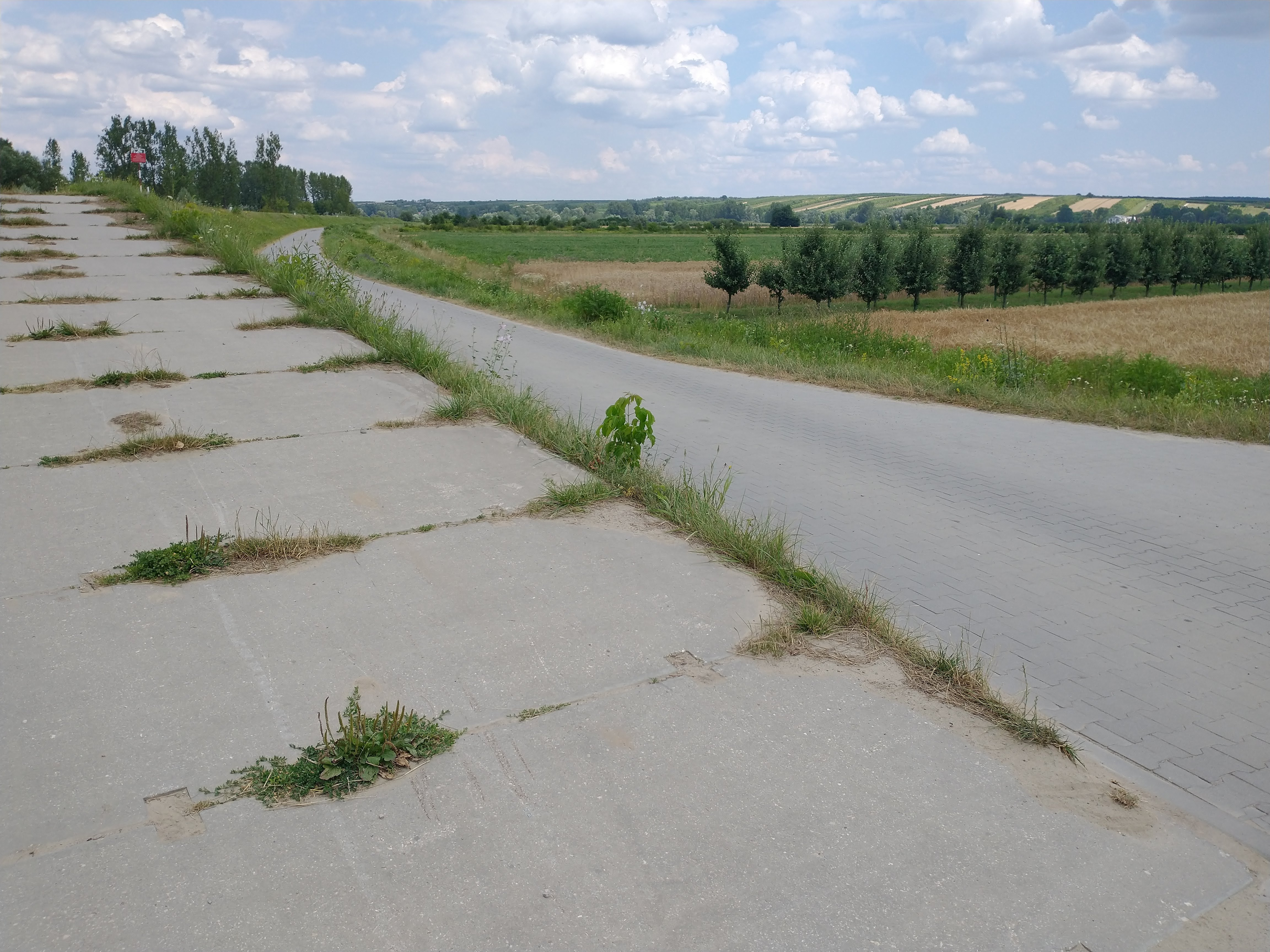
Krajobraz gminy na zachód od Bliskowic (wały wiślane)

Annopol (hist. gmina Rachów) – gmina miejsko-wiejska w województwie lubelskim, w powiecie kraśnickim. W latach 1975–1998 gmina położona była w województwie tarnobrzeskim.
Siedzibą władz gminy jest miasto Annopol.
Według danych z 3 lipca 2012 gminę zamieszkiwało 9805 osób.
Dawniej obszar gminy Annopol podzielony był na dwie odrębne gminy: gminę Annopol i gminę Kosin.

## Ochrona przyrody
Na obszarze gminy znajduje się rezerwat przyrody Wisła pod Zawichostem chroniący ostoje lęgowe, miejsca żerowania i odpoczynku podczas wędrówek rzadkich, charakterystycznych dla doliny Wisły gatunków ptaków, w szczególności z rzędu siewkowych Charadriiformes.

## Struktura powierzchni
Według danych z roku 2002 gmina Annopol ma obszar 151,07 km², w tym:
- użytki rolne: 71%
- użytki leśne: 19%

Gmina stanowi 15,03% powierzchni powiatu.

## Demografia

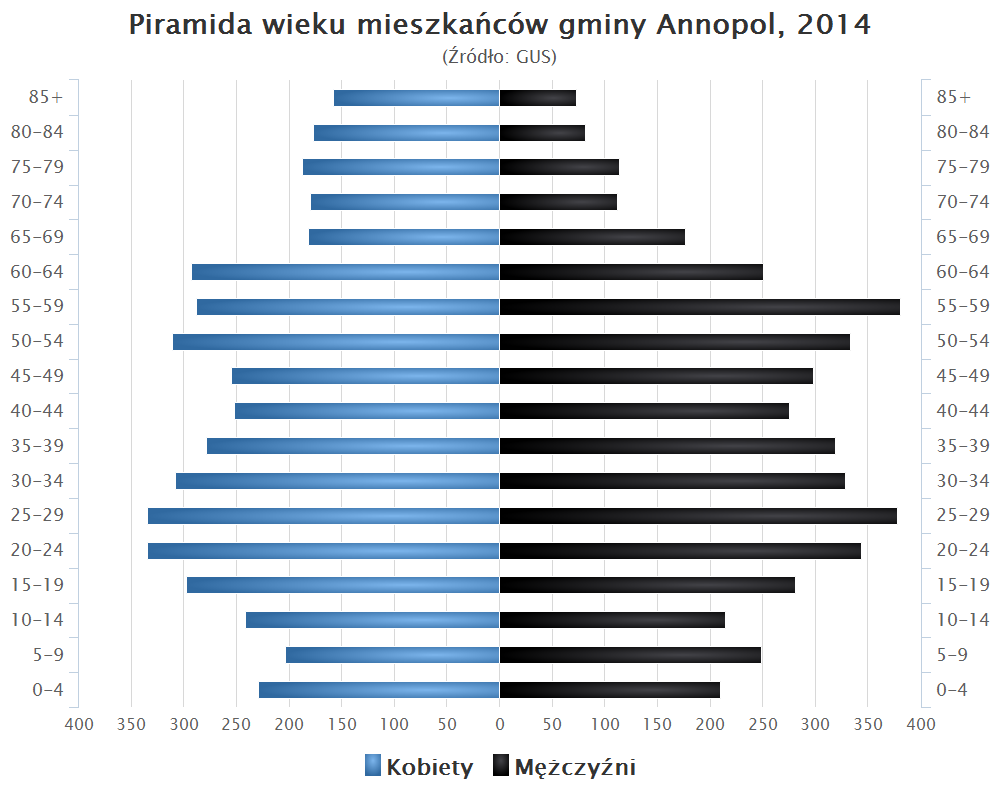
Piramida wieku mieszkańców gminy Annopol w 2014 roku

Dane z 3 lipca 2012:
| Opis                              | Ogółem | Ogółem | Kobiety | Kobiety | Mężczyźni | Mężczyźni |
| --------------------------------- | ------ | ------ | ------- | ------- | --------- | --------- |
| jednostka                         | osób   | %      | osób    | %       | osób      | %         |
| populacja                         | 9805   | 100    | 4978    | 51      | 4827      | 49        |
| gęstość zaludnienia (mieszk./km²) | 65     | 65     | 33      | 33      | 32        | 32        |

## Sołectwa
Anielin, Baraki, Bliskowice, Borów, Dąbrowa, Grabówka, Grabówka Ukazowa, Huta, Jakubowice, Janiszów, Kopiec, Kosin, Natalin, Nowy Rachów, Opoczka Mała, Opoka Duża, Popów, Stary Rachów, Sucha Wólka, Świeciechów Duży, Świeciechów Poduchowny, Wymysłów, Zabełcze, Zastocze.
Na terenie miasta Annopol utworzono dwa osiedla: Annopol I i Annopol II.

## Sąsiednie gminy
Dzierzkowice, Gościeradów, Józefów nad Wisłą, Ożarów, Radomyśl nad Sanem, Tarłów, Zawichost